# Quantic Dream
Quantic Dream S.A. ist ein französischer Spieleentwickler und Publisher, der auch Motion-Capture-Dienstleistungen für die Filmindustrie erbringt. Sein erstes Spiel, The Nomad Soul, erschien 1999 für Windows und Dreamcast.
Quantic Dream ist seit dem Jahr 2022 eine Tochtergesellschaft von NetEase.

## Allgemeines
Quantic Dream wurde 1997 von David Cage gegründet und erlangte zum ersten Mal größere Aufmerksamkeit nach der Fertigstellung der Computerspiele Fahrenheit und Heavy Rain. Die beiden Spiele sind vom Konzept her sehr ähnlich und gelten auch teilweise als interaktiver Film. Des Weiteren legt Quantic Dream sehr viel Wert auf die durch die Spiele erzählte Handlung. Meist sind die Geschichten dem Genre (Psycho-)Thriller zuzuordnen. Oftmals befindet man sich als Spieler in einer düsteren Welt.
Am 8. Oktober 2013 erschien Beyond: Two Souls mit Elliot Page und Willem Dafoe in den Hauptrollen. Das Spiel verkaufte sich bis Ende des Jahres 2013 eine Million Mal. Auch Beyond: Two Souls ist eher als interaktiver Film anstatt als Spiel angelegt. Die Geschichte und die Charaktere stehen wie auch bei Fahrenheit und Heavy Rain klar im Vordergrund.
Detroit: Become Human wurde am 25. Mai 2018 veröffentlicht. Auch dieses Spiel wird von Quantic Dreams als interaktiver Film gesehen. Ursprünglich nur als Tech Demo für Heavy Rain gedacht, wurde es zu dem Spiel, in dem Jesse Williams, Valorie Curry und Bryan Dechart die Androiden im Jahr 2038 spielen.
Auf der GDC 2019 kündigte Epic Games die Veröffentlichung der Spiele Heavy Rain, Beyond: Two Souls und Detroit: Become Human, die bisher exklusiv für die PlayStation 3 und bzw. oder PlayStation 4 erhältlich waren, im Laufe des Jahres 2019 für den PC an. Die Titel erschienen zunächst exklusiv für ein Jahr im Epic Games Store. Seit dem 18. Juni 2020 sind sie nun auch auf Steam erhältlich.
Im Februar 2020 gab Quantic Dream bekannt, zukünftig auf Selbstpublikation zu setzen; die Transformation hin zu einem Independent-Studio soll eigenen Angaben zufolge noch im Jahr 2020 abgeschlossen sein. Auf diese Ankündigung folgte eine Trendwende, da Quantic Dream für Lucasfilm Games mit der Entwicklung an Star Wars: Eclipse begann.
Im August 2022 kaufte NetEase, das bisher eine Minderheitsbeteiligung an Quantic Dream hielt, die noch ausstehenden Anteile für etwa 100 Millionen Euro. NetEase beabsichtigte mit dem Kauf eine Vergrößerung seines Konsolenspielangebots. Anders als in der Branche üblich schreibt NetEase dem Studio Quantic Dream keine Veröffentlichungsfristen seiner Spiele vor. Quantic Dream kommentierte zum Kauf, dass es in den Jahren zuvor mehrere andere Übernahmeangebote gegeben habe. Mit dem Kauf bekannt geworden war außerdem, dass Quantic Dream zum Zeitpunkt der Übernahme einen Personalmangel bei der Entwicklung des Spiels Star Wars: Eclipse hatte. Spätestens seit der Übernahme durch NetEase halten Mitarbeiter bei Quantic Dream Anteile am Unternehmen.
Im Juni 2023 gab Quantic Dream den Markennamen Spotlight by Quantic Dream bekannt, unter dem das Unternehmen Spiele von anderen Entwicklerstudios veröffentlichen wird.
Im Jahr 2024 verließ mit Adam Williams ein leitender Entwickler und Lead Writer bzw. Hauptautor von Detroit Become Human und Star Wars Eclipse das Studio Quantic Dream, um sich selbstständig zu machen.

## Berichte über feindselige Arbeitsbedingungen
Im Januar 2018 veröffentlichten drei französische Nachrichtenagenturen – Le Monde, Mediapart und Canard PC – die Ergebnisse einer gemeinsamen Untersuchung der Geschäftspraktiken des Unternehmens. Le Monde nannte Quantic Dream „eine giftige Unternehmenskultur, ein Management mit unangemessenen Worten und Haltungen, unzureichend berücksichtigte Mitarbeiter, erdrückende Arbeitsbelastung und fragwürdige Vertragspraktiken“. Zu den ersten von den Zeitungen aufgeworfenen Problemen gehörte, dass Cage und de Fondaumière an einer sexistischen und rassistischen Kultur teilgenommen oder diese gefördert haben sollen mit kontroversen Bildern, die per E-Mail ausgetauscht und im Büro gepostet wurden, darunter Fotos von Studiomitarbeitern und Angestellten, die digital bearbeitet wurden, um als Nazis oder Pornostars zu erscheinen. Canard PC erklärte, dass die gesamte IT-Abteilung im März 2017 wegen dieser „schlechten Witze“ gekündigt habe. Zweitens wurde die Studioleitung beschuldigt, einen anstrengenden „Crunch-Time“-Zeitplan anzuwenden, bei dem ein Jahr lang vor der Veröffentlichung eines Spiels 15–35 zusätzliche Arbeitsstunden pro Woche erwartet wurden. Drittens wurde die Personalabteilung beschuldigt, Absprachen getroffen zu haben, um Mitarbeiter mit befristeten Verträgen vor Ablauf ihres Vertrags zu kündigen, was gegen französisches Arbeitsrecht verstieß, und Abfindungen zu vereinbaren, um Mitarbeiter zu entfernen, die nicht in die Studiokultur passten. In den Berichten wurde insbesondere dargelegt, wie de Fondaumière mit dem Unternehmen konspirierte, um die französischen Arbeitsgesetze zu nutzen, um seine Entlassung im Jahr 2016 anzufechten und eine Abfindung in Höhe von 60.000 Euro zu erhalten, die über die URSSAF (Unions de Recouvrement des Cotisations de Sécurité Sociale et d'Allocations Familiales/Unionen für die Einziehung der Beiträge zur Sozialversicherung und der Familienzulagen) nicht sozialversicherungspflichtig war.
Cage und de Fondaumière dementierten die Berichte. Im Februar 2018 bezeichnete das Studio die Vorwürfe in einer offiziellen Erklärung als Verleumdungskampagne. Im April 2018 wurden Klagen gegen Le Monde und Mediapart eingereicht, während Canard PC zwei „Drohbriefe“ erhielt. Mehrere Mitarbeiter, die das Unternehmen verlassen hatten oder gekündigt worden waren, reichten Klage gegen Quantic Dream ein. Im Juli dieses Jahres verlor Quantic Dream ein Gerichtsverfahren gegen einen der Mitarbeiter, der aufgrund der feindseligen Arbeitsplatzkultur gekündigt hatte. Der Angestellte versuchte, seine Kündigung als unrechtmäßige Beendigung nach dem französischen Arbeitsrecht (prise d'acte) einzustufen. Dieser Fall wurde später aufgehoben; das Pariser Berufungsgericht erklärte, dass keines der spezifischen Fotos, auf denen dieser Angestellte abgebildet war, erniedrigend war und daher nicht als unrechtmäßige Beendigung nach prise d'acte galt. In einem anderen Fall, der von einem anderen ehemaligen Mitarbeiter angestrengt wurde, entschied das Pariser Arbeitsgericht zugunsten des Mitarbeiters und stellte fest, dass das Studio die „homophobe, frauenfeindliche, rassistische oder sogar zutiefst vulgäre“ Verbreitung der Fotos am Arbeitsplatz zugelassen hatte, und verurteilte Quantic Dream außerdem zur Zahlung von 5000 € zusätzlich zu einer Gebühr von 2000 € im Dezember 2019, nachdem es festgestellt hatte, dass das Unternehmen „angesichts dieser mehr als fragwürdigen Praxis, die nicht durch den ‚humorvollen‘ Geist, den das Unternehmen an den Tag legt, gerechtfertigt werden kann, passiv geblieben ist“ und als Arbeitgeber somit eine Verletzung der Sicherheitspflicht begangen habe. Weitere Verfahren sind noch laufend.
Die Prozesse gegen die Nachrichtenagenturen Le Monde und Mediapart fanden im Mai 2021 statt. Das Urteil wurde am 9. September 2021 verkündet. In einer persönlichen Verleumdungsklage von Cage und de Fondaumière wurden die Vorwürfe gegen Le Monde vom Gericht anerkannt, da Le Monde sich weigerte, die Identität der von ihr verwendeten anonymen Quellen offenzulegen und somit der Beweislast nicht nachgekommen war. In den getrennten Verfahren, die im Namen von Quantic Dream als Unternehmen gegen Le Monde und Mediapart eingereicht wurden, wurde zugunsten der Beklagten entschieden und sie von den Verleumdungsvorwürfen freigesprochen.

## Spiele
- The Nomad Soul (1999)
- Fahrenheit (2005)
- Heavy Rain (2010)
- Beyond: Two Souls (2013)
- Detroit: Become Human (2018)

## Filme
- Immortal – New York 2095: Die Rückkehr der Götter
- Kara (2012, Tech-Demo)